# Srinivasa Aaiyangar Ramanujan
Srinivasa Aaiyangar Ramanujan (Erode, 22 december 1887 – Kumbakonam, 26 april 1920) was een Indiaas, grotendeels autodidact, wiskundige. Hij hield zich vooral bezig met diverse aspecten van de getaltheorie.

## Biografie
Van zijn tiende jaar af leerde hij zichzelf wiskunde. Volkomen geïsoleerd van de wiskundige wereld, leidde hij voor zichzelf 100 jaar westerse wiskunde af. Michio Kaku schrijft in zijn boek Hyperruimte dat de grote tragedie van zijn leven is geweest dat hij zoveel tijd heeft verspild aan het opnieuw ontdekken van bekende wiskunde. Hij slaagde voor geen enkel schoolexamen en kreeg een onbeduidend baantje in Madras. Van het karige loon kon hij zichzelf onderhouden en zich wijden aan zijn wiskundige passie.
In 1913 schreef hij brieven aan een drietal Engelse wiskundigen. Een van hen, Godfrey Harold Hardy, erkende zijn groot wiskundig talent en haalde hem naar Cambridge, waar hij een enorme hoeveelheid wiskundig werk produceerde. Hij bleef in Engeland tot 1919. Volgens Richard Askey, hoogleraar wiskunde in Wisconsin, die zijn "Lost Notebook" uit zijn laatste jaar van commentaar voorzag, produceerde hij in zijn laatste levensjaar evenveel als een groot wiskundige in zijn hele leven.
Ramanujan had zijn leven lang een slechte gezondheid. Hij was een strikte vegetariër en door de Eerste Wereldoorlog die toen woedde was goed vegetarisch voedsel bijna niet te krijgen in Engeland. In 1917 werd hij ernstig ziek en ten slotte in 1919 werd hem aangeraden naar India terug te keren. Hem was wel een beurs en hoogleraarschap in het vooruitzicht gesteld aan de universiteit van Madras. Hij keerde verzwakt terug en kwijnde nog een jaar lang verder waarbij hij zich geheel aan zijn formules wijdde en stierf in 1920, slechts 32 jaar oud. Toentertijd weet men zijn dood aan tuberculose maar naar tegenwoordig inzicht was het waarschijnlijker dat hij, vooral tijdens zijn Engelse periode, een uiteindelijk fataal tekort aan vitamine B12 had opgebouwd.
In 2015 regisseerde Matt Brown een film over Ramanujans leven en vooral zijn verblijf in Cambridge (UK): The Man Who Knew Infinity.

## Wiskundige prestaties
In de wiskunde bestaat een belangrijk onderscheid tussen het hebben van wiskundig inzicht en het leveren van een bewijs. Ramanujans talent lag duidelijk op het hebben van een gigantisch instinctief en intuïtief wiskundig inzicht. Ramanujan liet een grote hoeveelheid ongeordend materiaal na met vele originele stellingen. Vanwege zijn gebrek aan een formele wiskundige opleiding, gaf hij echter meestal geen bewijzen bij zijn stellingen - hij beweerde dat de godin Namagiri hem in zijn dromen inspireerde. Pas tussen 1985 en 1997 werden zijn aantekeningen geordend en bewezen door Bruce C. Berndt en zijn medewerkers. In totaal heeft hij zo'n 4.000 stellingen nagelaten.
Een bezoek van G.H.Hardy waaruit de begaafdheid van Ramanujan bleek:

Ik herinner me dat ik hem eens aan zijn ziekbed in Putney (Londen) bezocht. Ik was met taxi nr. 1729 gekomen. Het getal kwam mij tamelijk saai voor en ik merkte op dat ik hoopte dat het geen ongunstig voorteken was. 'Nee' was het antwoord van Ramanujan, 'het is een zeer interessant getal. Het is het kleinste getal dat op twee verschillende manieren als de som van twee derdemachten kan worden uitgedrukt.'

Sindsdien worden in de getaltheorie de kleinste getallen die op n verschillende manieren als de som van twee derdemachten kunnen worden geschreven taxicab numbers genoemd.
Ramanujans klaarblijkelijk talent voor diepe inzichten leverde een overvloed aan formules op, die vervolgens later in diepte konden worden onderzocht. Een ander voorbeeld ter illustratie: De vergelijking {\displaystyle x^{2}+7=2^{n}\,} heeft enkel gehele oplossingen voor n = 3, 4, 5, 7 en 15. Deze stelling is bewezen door Nagell.
Er wordt gezegd dat Ramanujans ontdekkingen buitengewoon rijk zijn en dat er vaak veel meer in zit dan op het eerste gezicht lijkt. Als een bijproduct van zijn inzichten hebben zich zelfs een aantal nieuwe onderzoeksrichtingen in de wiskunde geopend. Onder de voorbeelden van de interessantste van deze formules zijn de intrigerende oneindige rijen voor π, een waarvan hieronder wordt gegeven
{\displaystyle {\frac {1}{\pi }}={\frac {2{\sqrt {2}}}{9801}}\sum _{k=0}^{\infty }{\frac {(4k)!(1103+26390k)}{(k!)^{4}396^{4k}}}.}
Dit resultaat is gebaseerd op de negatieve fundamentele discriminant d = -4×58 met klassegetal h(d) = 2 (merk op dat 5×7×13×58 = 26390 en dat 9.801=99×99; 396=4×99) en is gerelateerd aan het feit dat
{\displaystyle e^{\pi {\sqrt {58}}}=396^{4}-104.000000177\dots .}
Vergelijk dit met de Heegner-getallen, die klassegetal 1 hebben en die soortgelijke formules opleveren.
Ramanujan-rijen voor π convergeren buitengewoon snel (exponentieel) en vormen de basis van sommige van de snelste algoritmen die momenteel worden gebruikt om π te berekenen. Afbreken van de som van de eerste term geeft ook een benadering
{\displaystyle 9801{\sqrt {2}}/4412}
voor π, die tot op zes decimalen correct is.
Een van zijn opmerkelijke vermogens was het snel oplossen van problemen. Hij deelde een kamer met P.C. Mahalanobis die een probleem had, "Stel je voor dat je op een straat loopt met huizen die van 1 tot en met n genummerd zijn. Er is ergens een huis (x) zodanig dat de som van de huisnummers links van huis x gelijk is aan de som van de huisnummers aan de rechterkant van huis x. Als n tussen 50 en 500 ligt, wat zijn de waarden voor n en x. " Dit is een bivariaat probleem met meerdere oplossingen. Ramanujan dacht hier even over na en gaf een verrassend antwoord: hij gaf een kettingbreuk. Het ongebruikelijke hiervan was dat deze kettingbreuk de oplossing was voor de hele klasse van dergelijke problemen.
Mahalanobis was verbaasd en vroeg hoe hij dit antwoord had gevonden. "Het is eenvoudig; het moment dat ik over het probleem hoorde wist ik dat het antwoord een kettingbreuk was."
Zijn intuïtie zette hem ertoe aan enige voorheen onbekende identiteiten af te leiden, zoals
{\displaystyle \left[1+2\sum _{n=1}^{\infty }{\frac {\cos(n\theta )}{\cosh(n\pi )}}\right]^{-2}+\left[1+2\sum _{n=1}^{\infty }{\frac {\cosh(n\theta )}{\cosh(n\pi )}}\right]^{-2}={\frac {2\Gamma ^{4}\left({\frac {3}{4}}\right)}{\pi }}}
voor alle {\displaystyle \theta }, waar {\displaystyle \Gamma (z)} de gammafunctie is. Het gelijkstellen van de coëfficiënten voor {\displaystyle \theta ^{0}}, {\displaystyle \theta ^{4}} en {\displaystyle \theta ^{8}} geeft enkele diepe identiteiten voor de hyperbolische secant.
In 1918 bestudeerden Hardy en Ramanujan de partitiefunctie P(n) uitvoerig. Zij gaven een niet-convergente asymptotische reeks die een exacte berekening van het aantal partities van een geheel getal mogelijk maakt. Hans Rademacher was in 1937 in staat deze formule te verfijnen en zo een exacte convergente reeksoplossing voor dit probleem te vinden. Het werk van Ramanujan en Hardy op dit gebied heeft geleid tot een krachtige nieuwe methode voor het vinden van asymptotische formules, die de cirkelmethode wordt genoemd.
De naar hem genoemde Ramanujan-functie is tegenwoordig van belang in de supersnaartheorie. Deze functie verklaart waarom er, als de supersnaartheorie waar is, 10 of 26 dimensies moeten zijn.
In het laatste jaar van zijn leven ontdekte hij mock-thetafuncties. Gedurende vele jaren waren deze functies een mysterie, maar het is nu bekend dat ze de holomorfe delen van harmonische zwakke Maass-vormen uitdrukken.

### Vermoeden van Ramanujan
Hoewel er verscheidene beweringen de naam vermoeden van Ramanujan zouden kunnen dragen, was één daarvan zeer invloedrijk op later werk. Met name heeft het verband van dit vermoeden met de vermoedens van André Weil in de algebraïsche meetkunde nieuwe onderzoeksgebieden opengesteld. Dit vermoeden van Ramanujan is een bewering over de grootte van de tau-functie, die als een genererende functie de discriminant modulaire vorm Δ(q) heeft, een typische cuspvorm in de theorie van de modulaire vormen. Het vermoeden van Ramanujan werd uiteindelijk in 1973 bewezen, als een gevolg van Pierre Delignes bewijs van de vermoedens van Weil. De betrokken reductiestap is ingewikkeld. Deligne won in 1978 een Fields-medaille voor zijn werk over de vermoedens van Weil.

### Ramanujans notitieboeken
Toen hij nog in India leefde, noteerde Ramanujan het grootste deel van zijn resultaten in vier notitieboeken van losbladige vellen. Deze resultaten werden meestal opgeschreven zonder enige afleiding. Dit is waarschijnlijk de oorsprong van de misvatting dat Ramanujan niet in staat zou zijn geweest om zijn resultaten te bewijzen en zijn uiteindelijke resultaten als een soort ingeving kreeg. De wiskundige Bruce C. Berndt zegt in zijn bespreking van deze notitieboeken en Ramanujans werk, dat Ramanujan zeer zeker in staat was om de meeste van zijn resultaten ook zelf te bewijzen, maar er in zijn notitieboeken voor heeft gekozen dit niet te doen.
Deze stijl van werken kan verschillende redenen hebben gehad. Aangezien papier erg duur was zou Ramanujan het grootste deel van zijn werk en misschien ook zijn bewijzen op een lei hebben uitgevoerd, om daarna alleen de resultaten over te nemen op papier. Gebruik maken van een lei was in Ramanajuans tijd zeer gebruikelijk voor wiskundestudenten in India. Ramanujan is zeer waarschijnlijk ook sterk beïnvloed door de stijl van G.S. Carrs boek, waarin resultaten zonder bewijzen werden gemeld. Ten slotte is het mogelijk dat Ramanujan zijn werk alleen noteerde voor zijn persoonlijk belang en daarom alleen de resultaten opschreef.
Het eerste notitieboek bevatte 351 pagina's met 16 enigszins georganiseerde hoofdstukken en wat ongeorganiseerd materiaal. Het tweede notitieboek had 256 pagina's in 21 hoofdstukken en 100 pagina's ongeorganiseerd materiaal, terwijl het derde notitieboek uit 33 ongeorganiseerde pagina's bestond. De resultaten in deze notitieboeken hebben talloze artikelen van latere wiskundigen geïnspireerd om de resultaten te bewijzen die Ramanujan had gevonden. Hardy zelf schreef een aantal artikelen, waar hij het werk van Ramanujan verkende, net als G.N. Watson, B.M. Wilson en Bruce Berndt. Een vierde notitieboek met 87 ongeorganiseerde pagina's, het zogenaamde verloren notitieboek van Ramanujan, werd in 1976 herontdekt door George Andrews.

## Voetnoten
1. ↑  (en)   Ranganathan, Shiyali Ramamrita (1967). Ramanujan, the man and the mathematician. Asia Publishing House, p. 82.
2. ↑  (en)  Calyampudi Radhakrishna Rao (1997). Statistics and truth: putting chance to work. World Scientific, p. 185. ISBN 9789810231118.
3. ↑  Partition Formula. Gearchiveerd op 14 juli 2021.
4. ↑  Ono (juni-juli 2006), blz. 649.
5. 1 2   Ramanujans Notebooks. Gearchiveerd op 10 februari 2012.